# Alexandre Olivier Exquemelin
Alexandre Olivier Exquemelin, también conocido como Esquemeling, Exmelin u Œxmelin (Honfleur, Francia, 1646-Harfleur, Francia, 1717) fue un filibustero y cirujano francés conocido por ser el autor de la autobiografía que más detalles ha proporcionado sobre la piratería del siglo XVII: Histoire d'avanturiers qui se sont signalez dans les Indes. El libro apareció por primera vez en 1678 en holandés editado por Jan ten Hoorn en Ámsterdam con el título De Americaensche Zee-Roovers. Un año más tarde apareció una traducción alemana con el título Americanische Seeräuber. A esta le siguieron, tres años más tarde, una cuidada edición en español llamada Piratas de la América  y después, en 1684, una traducción inglesa de esta versión española editada por William Crook: Bucaniers of America.

## Biografía
Se conjetura que Exquemelin fue un hugonote francés, nacido en Honfleur hacia 1645. Las guerras de religión de Francia finalizaron con el Edicto de Nantes, que impidió la persecución de hugonotes. Más tarde, el Edicto de Fontainebleau de 1685 excluyó oficialmente el protestantismo de Francia, generándose en esta fecha el dilema de la conversión o el destierro.
Otro nombre con el que se lo conoció en traducciones al idioma español fue el de Alex-Olivier Oexmelin, médico y cirujano de piratas, de quien bajo el título Diario, el escritor José María Cañas publicó en 1959 en ediciones Zero de Barcelona, España, un relato con lenguaje modernizado, haciéndolo más ameno que el original para los lectores de la época.
En su época pirática la colonización francesa corría a cargo del ejército y de las compañías comerciales monopolistas, todas las cuales quebraron excepto una, la de los «Cien Asociados», fundada por el Cardenal Richelieu y que obtuvo un monopolio comercial hasta 1663. El cardenal «prohibió la emigración de los hugonotes» a la Nueva Francia, mandó a la Compañía de Jesús e ideó enviar colonos católicos, cosa que no realizó.
Exquemelin se puso al servicio de la Compañía de las Indias Francesa para dedicarse a la compraventa de esclavos. En 1666, en el barco Saint Jean, se dirigió hacia las Indias Occidentales. Como prologuista de su libro, Hoorn decía:

La primera contiene el principio de su viaje de Francia hacia la parte Occidental de la América, estando por entonces en servicio de la «Compañía de las Indias Francesa», como también la manera de la compra y venta de esclavos que en aquel país se practica, no siendo obligados de quedar en esclavitud toda la vida (como se hace entre turcos) mas solamente por un tiempo determinado.
V. Hoorn

El navío fue asaltado por piratas y Exquemelin, tal vez apresado o enrolado, circunstancial o voluntariamente con la pirática, se estableció en la isla de la Tortuga como Matelot, en donde permaneció tres años. Allí parece ser que aprendió el oficio de cirujano, por aquel entonces un trabajo de carácter artesanal y asociado al de barbero) y, tras asociarse en la Cofradía de los Hermanos de la Costa, lo ejerció en barcos al mando de piratas célebres, como El Olonés, Henry Morgan o Bertrand d'Ogeron hasta 1674, año en que la flota de la que formaba parte fue derrotada en Puerto Rico. Ese año, durante un breve período, regresó a Europa.
Su nombre aparece, como cirujano, en la lista de enrolados para el ataque a Cartagena de Indias de 1697. Participó también en los asaltos a Maracaibo, Gibraltar (Zulia), la Isla Santa Catalina (Colombia) y Panamá. Más tarde se estableció en Ámsterdam.

## La obra
El libro de Exquemelin, en su versión traducida del flamenco al español en 1681 por el doctor de Buena Maison se titulaba: Los Piratas de la América. Se consideró como «un relato verídico de las más destacadas actividades piráticas cometidas en la época en las costas de las Indias Occidentales por los Bucaneros o Filibusteros de Jamaica y la Tortuga». En ella realiza, no sólo un relato de los hechos que vivió, sino que hace una exposición minuciosa de los usos y costumbres de los piratas y corsarios que hostilizaron al Imperio español.
La obra se estructuró en tres partes:
- Primera. Contiene el principio de su viaje de Francia hacia la parte Occidental de la América, estando por entonces en servicio de la Compañía de las Indias Francesa, como también la manera de la compra y venta de esclavos que en aquel País se practica, no siendo obligados de quedar en esclavitud toda la vida (como se hace entre Turcos) mas solamente por un tiempo determinado. Esta primera parte contiene también una descripción curiosa de las Islas Española, Tortuga, Jamayca, y de todos los frutos, animales y políticas de sus habitantes, guerras encuentros y casos sucedidos entre españoles y franceses, con todo lo más notable de su tiempo.

Capítulo I. La partida del Autor hacia el poniente Americano en servicio de la compañía Occidental de Francia: encuentro de una nave Inglesa: llegada á la Isla de la Tortuga.
- Segunda. Contiene los orígenes de los más famosos Piratas, El Olones y Henry Morgan y sus principales piraterías y latrocinios que cometieron en América contra la Nación Española. Relatanse las vidas y acciones de otros que han estado en aquellas partes con la misma cualidad.

- Tercera. Contiene la toma y ruina de la Ciudad de Panamá, situada en las costas de la mar Meridional de la América, como también otras plazas todas destruidas por el pirata Henry Morgan. Viaje del Autor en el contorno de Costa Rica y lo que en el curso de él pasó.

## Ediciones
Se considera la obra del siglo XVII que más imitaciones y literatura de ficción ha inspirado en todas las lenguas.le robaron sus libros y cambiaron varias cosas
- En holandés:

Alexandre O. Exquemelin (1678). «De Americaensche Zee-Roovers , behelsende een pertinente en waerachtige beschrijving van alle de voornaemste roveryen, en onmenschelijcke wreedheden, die de Engelse en Franse rovers, tegens de Spanjaerden in America, gepleeght hebben ; verdeelt in drie deelen». Amsterdam, Jan ten Hoorn (en Gallica en Google).
Alexandre O. Exquemelin (1931). «De americaensche zee-roovers». Antwerpen, "De Sikkel". ISBN [[Special:BookSources/ISBN 2-84050-384-0. (en Archive.org)|ISBN 2-84050-384-0. (en ''[https://archive.org/details/BNA-DIG-KOSTBARE-0400/mode/2up Archive.org]'')]] |isbn= incorrecto (ayuda).
- En castellano:

Alexander-Olivier Exquemelin. «Piratas de la América y luz á la defensa de las costas de Indias Occidentales, etc., traducido del flamenco en español, por el Dr. Alonso de Buena Maisón. Colonia, 1681.». Biblioteca Nacional de España.
Alexandre O. Exquemelin (traducción del Dr. de la Buena Maison - edición de Carlos Barral) (noviembre de 1999). «Bucaneros de América». Editorial Valdemar (enokia s.l.). ISBN 84-7702-291-7.
Alexandre O. Exquemelin (junio de 2009). «Los bucaneros de América: el relato verdadero de los más destacados asaltos cometidos en los últimos años en las costas de las Indias Occidentales por los bucaneros de Jamaica y la Tortuga». Editorial E-litterae. ISBN [[Special:BookSources/ISBN *978-84-937194-3-2|ISBN *[http://www.e-litterae.com/es-fichas_autores/es-alexandre_o_exquemelin.html  978-84-937194-3-2]]] |isbn= incorrecto (ayuda).
- En inglés:

Alexandre O. Exquemelin, Henry Powell, Basil Ringrose (1911). «The buccaneers of America, a true account of the most remarkable assaults committed of late years upon the coasts of the West Indies by the buccaneers of Jamaica and Tortuga (both English and French) wherein are contained more especially the unparalleled exploits of Sir Henry Morgan, our English Jamaican hero, who sacked Porto Bello, burnt Panama, etc.». London, G. Allen & Co.; New York, Macmillan Co.
- En francés:

Alexandre O. Exquemelin, Réal Ouellet, Patrick Villiers (2005). «Histoire des aventuriers flibustiers». Presses de l'université Paris-Sorbonne. ISBN 2-84050-384-0.